# Herb Otynia
Herb Otynia – jeden z symboli miasta Otyń i gminy Otyń w postaci herbu ustanowiony przez radę gminy 14 grudnia 2017 r.

## Wygląd i symbolika
Herb przedstawia w polu czerwonym rycerza w zbroi stojącego na wieży z gotowym do rzutu kamieniem. Wieża wznosi się na trzech zielonych wzgórzach.

## Historia
Herb został nadany na prośbę ówczesnego właściciela miasta, Hansa von Rechenberga, 19 maja 1528 roku przez króla Czech Ferdynanda I.
Elementy herbu nawiązywały do średniowiecznego pochodzenia miasta, miały symbolizować dzielność i waleczność mieszkańców oraz wyróżniać go od zabudowy wsi i osad.